# Societatea Română de Science Fiction și Fantasy

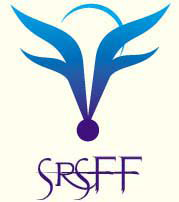
Logo-ul Societății Române de Science Fiction și Fantasy

Societatea Română de Science Fiction și Fantasy (SRSFF) este o asociație culturală neguvernamentală și non-profit  (ONG), al cărei scop declarat este susținerea și încurajarea genului science fiction și fantasy din România.
SRSFF a fost fondată în ianuarie 2009, la inițiativa lui Cristian Tamaș și Sorin Camner și a unui grup de scriitori, traducători și fani din România, din dorința de a promova literatura și arta science-fiction autohtonă de calitate, dar și din dorința de a se împotrivi la invazia superficialității și a non-valorilor promovate în exces și care pervertesc bunul gust și percepția generală asupra culturii.

## Înființare
SRSFF a luat ființă în ianuarie 2009, ca entitate juridică, din dorința fondatorilor de a crea un cadru legal de reprezentare, organizare, susținere și promovare a culturii science-fiction și fantasy din România. Printre membrii fondatori se regăsesc atât scriitori și traducători consacrați cât și tineri autori sau fani ai genului science fiction. De la înființare și până în prezent Societatea Română de Science Fiction și Fantasy președinții au fost scriitorii Dănuț Ungureanu și Cristian Mihail Teodorescu iar vice-președinții, scriitorii Sebastian A. Corn și Marian Truță, secretar : Cristian Tamaș.

## Obiective
SRSFF și-a propus ca obiective principale sprijinirea și dezvoltarea genurilor science fiction și fantasy din România, încurajarea producției autohtone de gen, promovarea operelor scriitorilor români, filtrarea valorilor și stabilirea unor criterii clare de evaluare estetică.

## Activitate
Încă din primul an de înființare, SRSFF a reușit să ducă la bun sfârșit o serie de țeluri asumate încă de la început: 
1. Relansarea cenaclului ProspectArt, cenaclu de literatură science fiction și fantasy și care-și desfășoară activitatea la Centrul Cultural Calderon (str. Jean Louis Calderon nr. 39, sector 2, București) în ultima vineri din fiecare lună.
2. Realizarea unei antologii anuale de texte science fiction care să reprezinte starea de fapt a universului science fiction din România în acel moment - volumul colectiv „Alte țărmuri” (coordonatori Dănuț Ungureanu și Cristian Tamaș) din colecția „Survol” a fost lansat în noiembrie 2009 în cadrul Târgului de Carte Gaudeamus. Antologia a avut, în general, o receptare critică favorabilă și a stârnit interesul pasionaților acestui gen literar. Au urmat antologiile SRSFF anuale de proză scurtă, „Pangaia”  (coordonatori Dănuț Ungureanu, Cristian Tamaș, Eagle Publishing Press,  2010), „Venus” (coordonator : Antuza Genescu, Eagle Publishing Press, 2011), „Călătorii în timp” (coordonator : Antuza Genescu, Editura Nemira, 2013), „Xenos. Contact între civilizații” (coordonator : Antuza Genescu, Editura Nemira, 2014). În decursul anului 2015 va fi publicată antologia SRSFF „Galaxis. Noua operă spațială” (coordonator : Antuza Genescu, Editura Nemira, 2015) și în 2016 antologia „Robodiseea” (coordonator : Antuza Genescu, Editura Nemira, 2016).
3. O altă antologie de proză scurtă publicată din inițiativa SRSFF este "Bing bing, Larissa. Ficțiune speculativă românească” (coordonator Cristian Tamaș, SRSFF, 2013).
4. Acordarea Premiilor SRSFF (din 2010, Premiile Naționale SRSFF Ion Hobana), eveniment anual menit să evidențieze realizările calitative ale celor două genuri din țara noastră.

La prima ediție a Premiilor, editia 2009,  au fost laureate următoarele personalități culturale:
- Florin Manolescu - Premiul pentru cel mai bun autor
- Mircea Opriță - Premiul pentru teorie și critică literară
- Michael Haulică - Premiul pentru promovarea literaturii science fiction din România
- Cornel Secu, Revista Helion - Premiul pentru cel mai bun periodic science fiction din România
- Horia Nicola Ursu, Editura Millennium Press - Premiul pentru cea mai bună editură de science fiction din România

Premiile SRSFF 2010
- Premiul pentru autor – Cristian M. Teodorescu
- Premiul pentru artist plastic – Alex Popescu
- Premiul pentru traducător – Mihai Dan Pavelescu
- Premiul pentru publicistică – Ștefan Ghidoveanu
- Premiul pentru editură – Nemira

Premiile Ion Hobana 2011
- Premiul Ion Hobana pentru întreaga activitate literară – Mircea Opriță
- Premiul Ion Hobana Cartea anului 2010, genul Fantasy – „Lumea lui Waldemar” – Liviu Radu
- Premiul Ion Hobana Cartea anului 2010, genul SF – „S.F. Doi” – Cristian Mihail Teodorescu
- Premiul  Ion Hobana „Speranța anului”, dedicat unui autor debutant sau la  început de carieră, având vârsta sub 35 de ani – romanul „Luptătorii  virtuali” – Bogdan Cătălin Mereuță

Premiile Ion Hobana 2012
- Premiile Ion Hobana pentru cele mai bune romane SF din 2011: Liviu Mircea Goga („Insula pescărușilor”) și Dan Doboș (“DemNet”)
- Premiul „Opera Omnia” a fost decernat scriitorului Gheorghe Săsărman

Premiile Ion Hobana 2013
- „Opera Omnia”: Cornel Robu
- Premiul pentru cea mai bună carte a anului: „Hârtiile masculului”, de Silviu Gherman (Curtea Veche, 2012)
- Premiul pentru cel mai bun volum de povestiri: „A doua venire”, de Marian Truță (Nemira, 2012).

Premiile Ion Hobana 2014
- Premiile  Ion Hobana pentru cele mai bune carti SF românești ale anului : „Ne vom  întoarce în Muribecca” de Sebastian A.Corn și ex aequo : „Vegetal” de  Dănuț Ungureanu și Marian Truță

Lista celor care au fost premiați de SRSFF
- Florin Manolescu
- Mircea Opriță (2)
- Revista Helion
- Michael Haulică
- Millennium Press
- Cristian M. Teodorescu (2) – SRSFF
- Alex Popescu
- Mihai Dan Pavelescu – SRSFF
- Ștefan Ghidoveanu
- Editura Nemira
- Liviu Radu – SRSFF
- Bogdan Cătălin Mereuță
- Mircea Liviu Goga
- Dan Doboș – SRSFF
- Gheorghe Săsărman
- Cornel Robu
- Silviu Gherman
- Marian Truță (2)– SRSFF
- Sebastian A.Corn – SRSFF
- Danut Ungureanu- SRSFF

Premiile SRSFF au fost acordate la Târgul de Carte Gaudeamus, odată cu lansarea primei antologii SRSFF, apoi în cadrul Colocviului Ion Hobana (Centrul Cultural Calderon si din 2014 la Institutul Cultural Român, Sala Mare).
Tot în anul 2009 SRSFF a stabilit o serie de contacte cu organizațiile similare din țările vecine: Ungaria, Croația și Bulgaria.
Colocviile anuale SRSFF : Colocviile Naționale Ion Hobana de exegeză și critică literară
La începutul anului 2010, pe data de 30 ianuarie, SRSFF împreună cu Asociația Scriitorilor din București, a organizat colocviul de literatură science fiction „Alte țărmuri, aceeași lume”. Din 2010, colocviille SRSFF au fost redenumite Colocviile Naționale Ion 
Hobana de exegeză și critică literară (http://www.srsff.ro/colocviile-ion-hobana/).
La ediția din 2010 a Euroconului care s-a desfășurat în perioada 26-29 august în orașul polonez Cieszyn, siteul SRSFF a fost distins cu Best Magazine Award.
Revista Fantastica
Revista „Fantastica” (www.fantastica.ro) este coordonată de Cristian Tamaș și este realizată de un colectiv cuprinzându-i pe Dănuț Ungureanu, Antuza 
Genescu, Silviu Genescu, Marian Truță și Florin Stanciu. Revista
„Fantastica” este dedicată promovării și susținerii SFF-ului românesc 
și european (prin numere tematice ale unor SF-uri europene, Olanda, 
Germania, Franța, Italia, Spania, Grecia, Bulgaria, Croația) și 
reflectării SF-ului internațional (Brazilia, India).
Scriitori
SFF internaționali reputați precum Aliette de Bodard, Hannu Rajaniemi, 
Nancy Fulda, Christopher Kastensmidt au fost lansați în România prin 
intermediul traducerilor realizate de Antuza și Silviu Genescu în 
paginile revistei „Fantastica”.
Portalul pan-european EUROPA SF
La
edițiile Eurocon-ului din 2013 și 2015, portalului pan-european EUROPA 
SF (www.scifiportal.eu), lansat în 2012 din inițiativa lui Cristian 
Tamaș și Marian Truță și destinat promovării pan-europene și mondiale a 
SFF-ului european în limba engleză, i-au fost decernate Premiile 
Societății Europene de Science Fiction și Fantasy pentru Cel Mai Bun 
Website European (http://esfs.info/2015/04/26/esfs-awards-2015/ ; http://esfs.info/esfs-awards/2010-2/).

## Membrii SRSFF (în mai 2015)
Membrii de onoare ai SRSFF
- Ion Hobana – membru de onoare (1931 – 2011)
- Dan Ursuleanu – membru de onoare (1942 – 2013)
- Liviu Radu - membru de onoare (1948 - 2015)
- Cristian Mihail Teodorescu - Presedinte
- Marian Truță - Vicepresedinte
- Sorin Camner - Vicepresedinte
- Cristian Tamaș
- Dănuț Ungureanu

## Vezi și
- Xenos. Contact între civilizații